# Estampa (art)
L'estampació és un procés d'impressió de gravats que va arribar a Europa al segle xiv. Amb el temps, la tècnica es va modernitzar i van sorgir veritables dinasties de xilògrafs, molt lligades a l'auge de les publicacions il·lustrades. L'estampació ha permès conservar molts goigs, poesies per ser cantades de temàtica religiosa.

## Història
La xilografia o art de gravar a la fusta va arribar al continent europeu al segle xiv. Aquest primitiu procés d'estampació consisteix a rebaixar i entallar amb gúbies i burins les parts de la superfície d'una planxa de fusta. La planxa ha de restar blanca i deixar en relleu la superfície llisa per ser tintada i estampada sobre el paper. Amb el temps, el procés es va modernitzar amb la tècnica del gravat de testa i el camafeu, que perfeccionaven molt el resultat de les estampacions. Durant els segles XV i XVIII, seguint els corrents religiosos de l'època, es van realitzar la majoria d'estampacions de caràcter religiós, des de la mateixa estampa religiosa fins a les auques i ventalls, passant pels goigs. Les estampes xilogràfiques isolades conegudes més antigues pertanyen a l'abadia de Montserrat.

### A Catalunya
Amb la publicació de les estampes, a Catalunya, es van generar veritables dinasties de xilògrafs i d'editorials, com la casa Guasp de Palma, la Piferrer o l'Estivill de Barcelona. La xilografia romàntica catalana és representada, principalment, per Miquel Torner i Germà. De la generació realista sobresurt Josep Noguera, que pertanyia a una família de llarga dedicació a l'ofici. Durant els darrers anys del segle xix, destaquen Celestí Sadurní, F.X. Brangulí, Pere Mullor i Enric Gómez Polo. L'activitat de tots aquests xilògrafs va estar molt lligada a l'auge de les publicacions il·lustrades. Homes com Joaquim Torres i García, Josep Obiols, Antoni Ollé i Pinell i, en la postguerra, Antoni Gelabert, entre d'altres, van contribuir a la recuperació contemporània de la xilografia.
Amb la tècnica de l'estampa s'han pogut conservar molts goigs, que eren presentats en fulls solts decorativament emmarcats dins d'una orla. Els goigs són una composició poètica cantada, de gènere narratiu i de temàtica religiosa, que es publiquen des del segle xvi, amb la tècnica de l'estamperia.
Els goigs són una forma litúrgica popular de caràcter cerimonial que es practica en actes comunitaris com els romiatges i els pelegrinatges, les processons i la celebració de novenes, septenaris o trisagis, per implorar protecció celestial. Tenen una triple funció: informen dels poders i virtuts del sant; imploradora de gràcia, ajut o guarició, i estètica, en tant que poesia popular, realitzada per ser cantada.
El retallable imprès gaudeix a Catalunya d'una forta tradició i es remunta a 225 anys enrere, amb l'aparició dels primers fulls de rengle. S'anomenaven així per la disposició en files dels soldats. En època de la Guerra Civil espanyola, tant el bàndol dels republicans com el dels nacionals van utilitzar els fulls de rengle com a eines de propaganda.